# Mordella verticordiae niveosuturalis
Mordella verticordiae niveosuturalis es una subespecie de coleóptero de la familia Mordellidae.

## Distribución geográfica
Habita en el oeste de (Australia).